# Darhan-Úl tartomány
Darhan-Úl (mongolul: Дархан-Уул) Mongólia 21 tartományának (ajmag) egyike, mely az ország északi felén terül el. Székhelye Darhan.

## Történelem
Darhan várost, mely a második ipari központ volt, 1961. október 17-én alapították a fővárosra, Ulánbátorra nehezedő bevándorlási nyomás csökkentése érdekében. Darhan-Úl négy járásával 1994-ből vált ki Szelenga tartományból.

## Népesség
| 2010 | 90 642  |
| 2015 | 100 939 |

## Gazdaság
Darhan-Úl Mongólia második legnagyobb ipari központja.

## Közlekedés
Darhan-Úl infrastruktúrája jó, kövezett utakkal rendelkezik. A tartományon áthalad a Transzmongol vasútvonal, nemzetközi összeköttetést biztosítva Oroszországgal és Kínával.

## Járások
| Járás                        | Mongol nyelven |
| ---------------------------- | -------------- |
| Darhan (tartományi székhely) | Дархан         |
| Hongor járás                 | Хонгор сум     |
| Orhon járás                  | Орхон сум      |
| Saringol járás               | Шарынгол сум   |

(tartományi székhely)